# 乔拉尔佩特
乔拉尔佩特（Jolarpet），是印度泰米尔纳德邦Vellore县的一个城镇。总人口35477（2001年）。

## 人口
该地2001年总人口35477人，其中男性17566人，女性17911人；0—6岁人口3885人，其中男2005人，女1880人；识字率68.57%，其中男性为77.52%，女性为59.78%。